# Pădurea Iacobeni
Pădurea Iacobeni – wieś w Rumunii, w okręgu Kluż, w gminie Frata. W 2011 roku liczyła 26 mieszkańców.